# Bodyguard (песня Бейонсе)
«Bodyguard» — песня американской певицы и автора песен Бейонсе. Это восьмой трек из её восьмого студийного альбома Cowboy Carter (2024), который был выпущен 29 марта 2024 года лейблами Parkwood Entertainment и Columbia Records. На 67-й ежегодной церемонии вручения премии «Грэмми» песня была номинирована в категории «Лучшее сольное поп-исполнение», став третьей номинацией Бейонсе в этой категории.

## Композиция
Песня была написана самой Бейонсе при участии Элизабет Лоуэлл Боланд, Шоунтони Аджанае Николс, Левен Кали, Райана Битти и Рафаэля Саадика, который также выступил ее продюсером. Критики описывали песню как кантри-поп, с элементами R&B и софт-рока, с музыкальным влиянием британско-американской рок-группы Fleetwood Mac.
Поклонники первоначально предположили, что американская певица Тейлор Свифт исполнила фоновый вокал в песне, но это не подтвердилось.

## Промовидео
5 ноября 2024 года Бейонсе выпустила клип на эту песню, ставший первым полноценным визуальным исполнением певицы после выхода альбома Black Is King в 2020 году. В клипе, получившем альтернативное название «Beywatch», отдается дань уважения актрисе и модели Памеле Андерсон: Бейонсе одета в три костюма, которые носила Андерсон, включая один из костюмов Андерсон в роли «Си Джей». Паркер в драматическом телесериале «Спасатели Малибу» (1992—1997). Видео заканчивается после второго куплета белым текстом на черном фоне с надписью «Happy Beyloween» и призывом к зрителям «Проголосовать», так как видео было выпущено в день выборов в США.

### Награды и номинации
| Организация   | Год  | Категория                                        | Результат | Ссылка |
| ------------- | ---- | ------------------------------------------------ | --------- | ------ |
| Grammy Awards | 2025 | Премия «Грэмми» за лучшее сольное поп-исполнение | Ожидается | [ 15 ] |

## Чарты
| Чарт (2024)                         | Высшая позиция |
| ----------------------------------- | -------------- |
| Канада (Billboard Canadian Hot 100) | 40             |
| Франция (SNEP)                      | 81             |
| Мир (Billboard Global 200)          | 19             |
| Великобритания (UK Singles Chart)   | 42             |
| США (Billboard Hot 100)             | 26             |

## Сертификации
| Регион                                                                      | Сертификация | Продажи |
| --------------------------------------------------------------------------- | ------------ | ------- |
| Бразилия (ABPD)                                                             | Золотой      | 20 000  |
| Данные о продажах + прослушиваниях приведены только на основе сертификации. |              |         |